# Ошибки печати на почтовых марках
Оши́бки печа́ти на почто́вых ма́рках — совокупность ошибок, брак технического (технологического) характера, допущенный при печати официально выпущенных в обращение почтовых марок. Ошибки печати при производстве почтовых марок появляются, главным образом, по вине сотрудников типографии, изготавливающей заказ.

## Статус
Поскольку выпуск почтовых марок является прерогативой государства, все его этапы обычно находятся под жёстким производственным контролем, вероятность брака минимизирована и подавляющее большинство бракованных экземпляров уничтожается в процессе эмиссии. Тем не менее и в работе контрольных подразделений случаются сбои и неполноценные почтовые марки попадают в открытую продажу, приобретая таким образом официальный статус.
Чаще всего ошибки печати появляются не во всём тираже, а лишь в одной или нескольких партиях («заводах»). Иногда происходят «комбинированные» ошибки, когда одна ошибка накладывается на другую.
Обычно почтовые ведомства после обнаружения ошибок срочно изымают бракованную часть тиража из продажи и следом допечатывают необходимое количество экземпляров, особенно в случаях, когда из-за ошибок печати на марках отсутствуют обязательные элементы знака почтовой оплаты — номинал, название страны, надпись «почта». Однако не во всех случаях у почты находятся на это финансовые средства, а также достаточные стимулы для соблюдения надлежащего уровня качества заказанной ею печатной продукции. В итоге ошибка иногда так и остаётся неоткорректированной.
Почтовые марки с ошибками печати следует отличать от намеренно выпущенных без перфорации, в изменённых цветах (например, австрийские чернодруки или выпускаемые с 1958 года в презентационных целях в изменённых цветах марки Новой Каледонии) и др., а также не следует смешивать с отбракованными при производстве экземплярами, не допущенными до этапа открытой продажи, но каким-либо образом вынесенными за пределы типографии и оказавшимися в руках марочных дилеров. У первых практически всегда имеется тираж, пусть небольшой. Впрочем, иногда коллекционирование почтовых марок с ошибками распространяется и на подобный производственный брак (англ. freaks), существующий в единичных экземплярах.

## Особые случаи
Порой выпуск некачественного тиража вызван срочностью (например, ленинский траурный выпуск — неперфорированная серия почтовых марок, выпущенная сразу после смерти В. И. Ленина) или иными причинами нетехнического характера (например, ограниченный выпуск намеренно бракованных почтовых марок по негласному распоряжению короля Египта Фарука для пополнения «редкостями» своей личной коллекции). Иногда почта вынуждена по особому распоряжению даже допечатывать выявленный брак с целью сбить поднимающийся коммерческий ажиотаж из-за повышенного интереса коллекционеров, формирующих соответствующую отрасль коммерческой филателии.
Некоторые такие случаи приобретают широкую известность, и бракованные марки становятся легендарными. Так, например, произошло с перевёрткой Дага Хаммаршёльда. Как правило, подобная раскрутка имеет сугубо коммерческие и/или политико-пропагандистские корни. Однако подавляющее большинство выпущенных в продажу почтовых марок с техническими ошибками остаётся уделом узких специалистов, а сведения о части из них не привлекают внимания даже специализированной филателистической прессы и каталогов.
Почтовые марки с ошибками являются предметом особых тематических коллекций, некоторые из которых становятся известны сами по себе, именно как собрания. К примеру, коллекция из примерно трёх тысяч марок с типографскими ошибками, собранная жителем Питтсбурга (Пенсильвания, США) Робертом Канлиффом (англ. Robert H. Cunliffe), который скончался в 2008 году в возрасте 83 лет, пошла с молотка на аукционе Spink Shreves Galleries почти за $4 млн.

## Классификация
Среди ошибок печати на почтовых марках обычно выделяют:
| - Ошибки при клишировании - Бракованное клише (трещины, провалы и др.) - Некорректная замена части клише - Ошибки цвета - Отсутствие одного или нескольких цветов - Неправильные цвета - Смещение цветов | - Ошибки ориентации элементов - Смещённый центр - Перевёртка - Ошибки оттиска - Абкляч - Двойной оттиск - Смазанный оттиск - Оттиск на клеевой стороне | - Ошибки при перфорировании - Отсутствие перфорации - Частичная перфорация - Неправильный размер перфорации - Смещённая перфорация - Избыточная перфорация |

Для каждого вида ошибок печати можно найти немало примеров. Так, известен случай, когда на рисунке некоторой части тиража советской марки «Шотландский поэт Бёрнс» 1957 года (ЦФА [АО «Марка»] № 2016) присутствует смещённый центр, а именно смещение головы поэта к овальному краю. Такие марки не являются разновидностью. В этом случае имеет место несовмещение красок в процессе печати. Если подобное смещение приводит к значительному искажению рисунка, марки считаются полиграфическим браком и уничтожаются.